# Manor Motorsport

Manor Racing je bila britanska momčad u Formuli 1. Momčad se počela natjecati 2010. pod imenom Virgin Racing, a 2012. je promijenila ime u Marussia F1 Team, te 2016. u matično ime - Manor.
2010. god. ekipa je registrirana kao Manor Grand Prix ali je zbog sponzorski razloga te prve sezone nastupila kao Virgin Racing. Zahvaljujući Cosworthovom motoru, tim se istaknuo u dizajniranju svojih automobila samo preko računala, odnosno virtualno, bez ikakvih prikupljanja pravih informacija preko zračnih tunela i slično. Ovaj dizajnerski pristup napušten je 2011. godine kada je tim stvorio tehničko partnerstvo s McLarenom.

### Marussia F1/Manor Marussia (2012. – 2015.)
Momčad je 2012. preimenovana u Marussia F1 Team nakon što je Marussia Motors postala većinski vlasnik. U 2014. godini, kad su promijenili dobavljača motora s Coswortha na Ferrari, momčad je osvojila svoje prve bodove u Svjetskom prvenstvu zahvaljujući odličnim vožnjama tadašnjeg vodečeg razvojnog i testog vozača Ferrarija, Julesa Bianchija, tijekom Velike nagrade Monaka. Na Velikoj nagradi Japana kasnije iste godine momčad trpi veliki udarac. U teškoj nesreći strada Jules Bianchi pada u komu te kasnije podlježe ozljedama glave u srpnju 2015. Na sljedećoj utrci, Velikoj nagradi Rusije, Marussia nastupa s jednim bolidom iz poštovanja prema Bianchiju, ali i kao rezultat rastućeg financijskog pritiska. Marussia ne bi više sudjelovala u sezoni 2014. godine. Rizikovala je gubitak novčane nagrade za 2014. godinu, osim ako se sljedeće godine nije mogla natjecati u sportu.
Dana 19. veljače 2015. godine, administratori Manor Motorsporta objavili su da je tim izašao iz administracije i da planira ući u sezonu Formula 1 pod imenom Manor Marussia F1, a John Booth i Graeme Lowdon nastavljaju voditi tim. To je bilo moguće zahvaljujući poduzetniku Stephenu Fitzpatricku koji je kupio tim, a Justin King se pridružio kao predsjednik. 
Booth i Lowdon napustili su Formulu 1 na kraju sezone 2015. godine, ali momčad se nastavila utrkivati za još jednu sezonu, pod imenom Manor Racing, iako neovisno o Manor Motorsportu.

## Rezultati u Formuli 1
| Godina | Puni naziv momčadi     | Šasija         | Motor                      | Gume | #  | Vozači            | Utrke        | Bodovi | Poredak |
| ------ | ---------------------- | -------------- | -------------------------- | ---- | -- | ----------------- | ------------ | ------ | ------- |
| 2010.  | Virgin Racing          | Virgin VR-01   | Cosworth CA2010 V8 2.4     | B    | 24 | Timo Glock        | 1-3, 5-19    | -      | 12.     |
| 2010.  | Virgin Racing          | Virgin VR-01   | Cosworth CA2010 V8 2.4     | B    | 25 | Lucas di Grassi   | 1-15, 17-19  | -      | 12.     |
| 2011.  | Marussia Virgin Racing | Virgin MVR-02  | Cosworth CA2011 V8 2.4     | P    | 24 | Timo Glock        | 1-3, 5-19    | -      | 12.     |
| 2011.  | Marussia Virgin Racing | Virgin MVR-02  | Cosworth CA2011 V8 2.4     | P    | 25 | Jérôme d'Ambrosio | Sve          | -      | 12.     |
| 2012.  | Marussia F1 Team       | Marussia MR01  | Cosworth CA2012 V8 2.4     | P    | 24 | Timo Glock        | 1-7, 9-20    | -      | 11.     |
| 2012.  | Marussia F1 Team       | Marussia MR01  | Cosworth CA2012 V8 2.4     | P    | 25 | Charles Pic       | Sve          | -      | 11.     |
| 2013.  | Marussia F1 Team       | Marussia MR02  | Cosworth CA2013 V8 2.4     | P    | 22 | Jules Bianchi     | Sve          | -      | 10.     |
| 2013.  | Marussia F1 Team       | Marussia MR02  | Cosworth CA2013 V8 2.4     | P    | 23 | Max Chilton       | Sve          | -      | 10.     |
| 2014.  | Marussia F1 Team       | Marussia MR03  | Ferrari 059/3 V6 t h 1.6   | P    | 17 | Jules Bianchi     | 1-15         | 2      | 9.      |
| 2014.  | Marussia F1 Team       | Marussia MR03  | Ferrari 059/3 V6 t h 1.6   | P    | 4  | Max Chilton       | 1-16         | 2      | 9.      |
| 2015.  | Manor Marussia F1 Team | Marussia MR03B | Ferrari 059/3 V6 t h 1.6   | P    | 28 | Will Stevens      | 3-19         | -      | 10.     |
| 2015.  | Manor Marussia F1 Team | Marussia MR03B | Ferrari 059/3 V6 t h 1.6   | P    | 98 | Roberto Merhi     | 2-12, 15, 19 | -      | 10.     |
| 2015.  | Manor Marussia F1 Team | Marussia MR03B | Ferrari 059/3 V6 t h 1.6   | P    | 53 | Alexander Rossi   | 13-14, 16-18 | -      | 10.     |
| 2016.  | Manor Racing           | Manor MRT05    | Mercedes PU106C V6 t h 1.6 | P    | 94 | Pascal Wehrlein   | Sve          | 1      | 11.     |
| 2016.  | Manor Racing           | Manor MRT05    | Mercedes PU106C V6 t h 1.6 | P    | 88 | Rio Haryanto      | 1-12         | 1      | 11.     |
| 2016.  | Manor Racing           | Manor MRT05    | Mercedes PU106C V6 t h 1.6 | P    | 31 | Esteban Ocon      | 13-21        | 1      | 11.     |